# 히스파니아 바이티카
히스파니아 바이티카(Hispania Baetica), 종종 줄여서 바이티카는 히스파니아 (이베리아반도) 내 세 개의 로마 속주 중 하나이다. 바이티카는 서쪽으로는 루시타니아, 북동쪽으로는 히스파니아 타라코넨시스를 접하고 있다. 바이티카는 711년에 서고트족이 무너질 때까지 히스파니아의 기초 행정 구역 중 하나로 남아있었다. 바이티카는 8세기에 무어인들의 통치하에서 알안달루스의 일부였고 오늘날 안달루시아와 대략적으로 일치했다.

## 명칭
라틴어로, 바이티카(Baetica)는 과달키비르강의 로마 명칭인 바이티스(Baetis)의 형용사 형태이며, 이 강의 비옥한 유역이 이 속주의 가장 중요한 지역들 중 한 곳을 형성했다.

## 역사
로마화가 이뤄지기 이전에 바이티카가 되는 이 산악 지역은 일부 정착한 이베리아 부족들이 점거하고 있었다. 켈트의 영향력은 북쪽의 켈티베리아만큼 강하지는 않았다. 지리학자 클라우디오스 프톨레마이오스에 의하면, 토착민들은 루시타니아와 접하고 있는, 서쪽 과달키비르강 유역의 강력한 투르데타니인들, 그리고 프톨레마이오스가 "바스툴리인"라 명명한 페니키아인들의, 해안 교역 식민지를 뒤로 두고 있는 배후지에 있는 도시 바일로를 둔 부분적으로 그리스화된 투르둘리인들이 있었다. 페니키아인들의 가디라 (카디스)는 히스파니아 바이티카 반대쪽 섬에 있었다. 다른 주요 이베리아인들은 알메리아와 산악 지역인 그라나다 지역에 거주했던 바스테타니인들이었다. 남동쪽으로, 페니키아의 영향력이 해안가에 있는 카르타고의 도시들 [카르타고 노바 (오늘날 카르타헤나), 아브데라, 말라카 (Malaca, 말라가)]에서 전파되었다.
일부 이베리아 도시들은 바이티카 내 자신들의 인도유럽어 이전 지명들을 로마 시대 내내 유지하기도 했다. 그라나다는 Eliberri, Illiberis, Illiber라고 로마인들에게 불렸는데, 바스크어에서 "iri-berri" 혹은 "ili-berri"는 여전히 "새로운 마을"이라는 뜻을 나타낸다.
이베리아반도 남부는 지중해 식단의 기본 음식들인 포도주, 올리브유, 발효된 생선 소스인 가룸 등의 수출품들을 제공하며, 농업적으로 풍요로웠고, 이 지역의 상품들은 기원전 206년에 로마에 정복되기 이전부터 서지중해 교역 경제의 일부를 형성했다. 사군툼의 바이티카 해안가에 대한 전쟁 명분으로 시작된 제2차 포에니 전쟁이 카르타고의 패배로 끝난 후, 히스파니아는 기원전 2세기 기간에 급격히 로마화가 이뤄졌고, 기원전 197년에 투르데타니인들이 일으킨 반란이 일어났다. 중부와 북동부의 켈티베리아인들도 곧 이 반란에 호응했다. 기원전 195년에 집정관이 되었고 이베리아 반도 전역의 지휘권이 주어진 대 카토가 북동부와 에브로강 하류 유역의 반란을 진합하는 걸 맡았다. 그는 남쪽으로 진격하여 투르데타니인들의 반란을 진압했다. 카토는 두 개의 이베리아 반도를 담당하는 두 명의 법무관을 남겨두고, 194년에 로마로 복귀하였다. 로마 공화정 말기에, 히스파니아는 갈리아에서 육로로 넘어오는 걸 기준으로 하여 히스파니아 키테리오르 (에브로 지역), 울테리오르 (과달키비르 지역) 등, 갈리아처럼 "가까운 곳"과 "먼 곳"의 속주로 나뉘어 있었다. 기원전 1세기 동안 히스파니아에서 일어난 전투들은 대부분 북쪽에 한정되어 있었다.
히스파니아가 세 개의 속주로 재조직된, 기원전 14년의 로마 제국의 재정비 때, 바이티카는 전직 법무관인 프로콘술들이 관리하였다. 행운이 부유한 바이티카에 미소(Baetica Felix)를 지었으며, 역동적인 상승 지향세의 사회 및 경제적 중산 계층이 발달하여, 이들은 해방 노예들을 흡수하고 부유한 엘리트층들을 수로 훨씬 압도했다. 원로원 속주인 바이티카는 너무나 안정적이게 되어서 그곳에 로마 군단이 영구적으로 배치될 필요가 없었다. 게미나 제7군단이 북쪽인 히스파니아 타라코넨시스에 영구적으로 배치되었다.

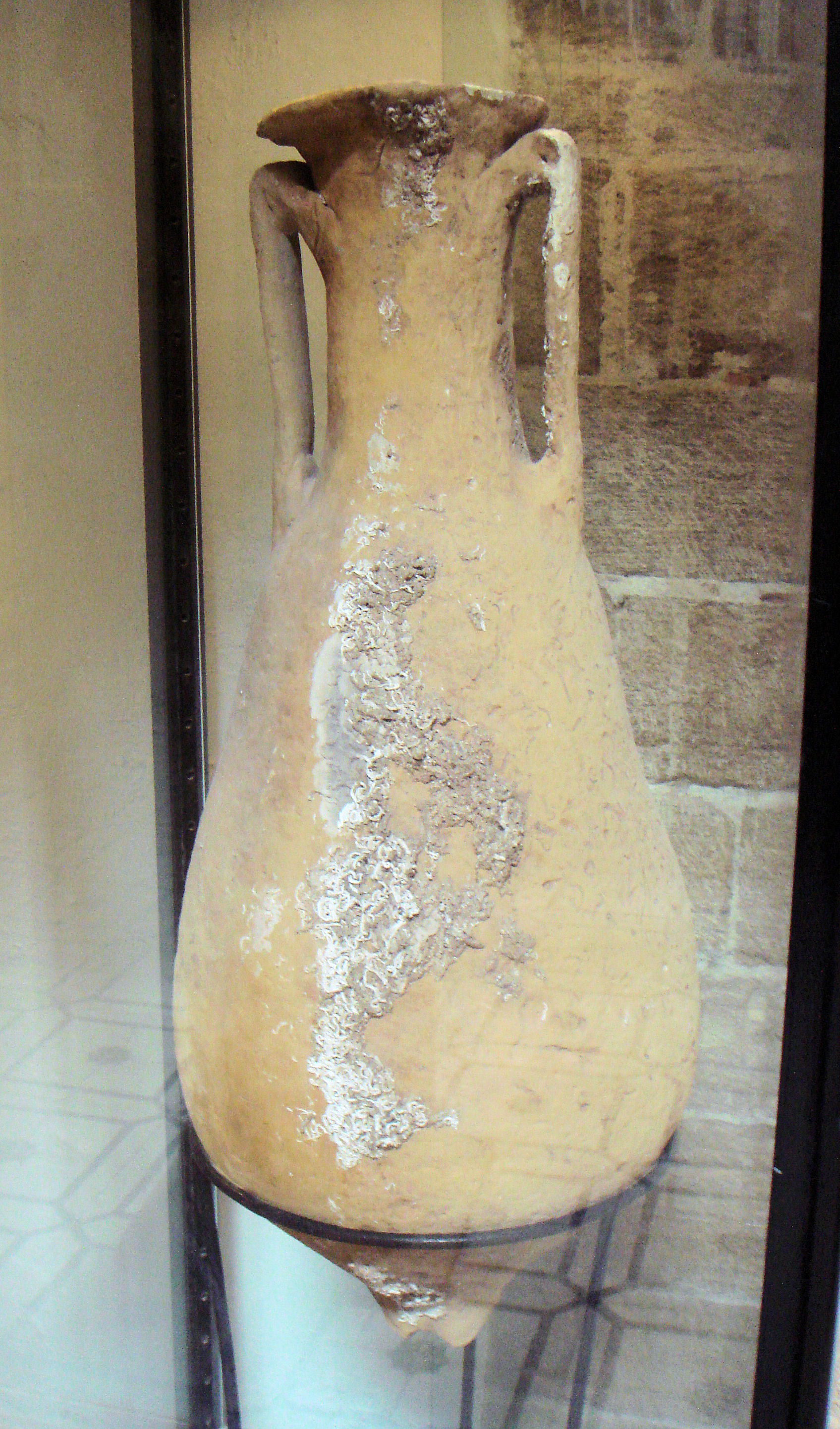
에사오우이라에서 발견된 서기 1, 1–2 세기의 바이티카 암포라

히스파니아 바이티카는 순회 법원처럼 담당자가 연간 정해진 시간, 주요 장소에서 프로콘술의 감독하에 법 집행을 하는 관할 구역인 콘벤투스 네 개 [Gaditanus (가데스, 혹은 카디스), Cordubensis (코르도바), Astigitanus (아스티기, 또는 에시하), Hispalensis (히스팔리스, 혹은 세비야)]로 나뉘어 있었다. 도시들이 제정 말기에 상설 법원 구역이 됨에 따라, 코벤투스는 중지되었고 (유스티니아누스 법전 i.40.6)), 코벤투스라는 용어는 최종적으로 속주에서 거주하는 로마 시민들의 단체에 적용되어, 일종의 자치권을 지닌 단체를 형성하였으며, 이들 지역의 젠트리 같은 종류의 로마인들을 나타냈다. 프로콘술들이 이들에서 자신들의 보좌하는 이들을 보통 데려갔다. 따라서 셉티미우스 세베루스가 여성들을 포함해 바이티카의 지도층들을 사형을 선고하는등에 몇몇 사회적 혼란에도 불구하고, 바이티카의 엘리트 계층들은 수 세기 간 안정적인 계층으로 남아있었다.
로마의 농업에 대한 모든 측면들에 대하여 20권 분량의 전문 서적을 쓰고 포도 재배에 해박했던 콜루멜라는 바이티카 출신이었다. 바이티카의 방대한 올리브 농장들은 올리브유를 해안 항구에서 바다를 거쳐 게르마니아에 있는 로마 군단의 보급품으로 실어날랐다. 바이티카의 암포라는 서로마 제국 전역에서 발견되었으며, 로마 제국이 먼 루시타니아와 히스파니아의 북대서양 해안가에 대한 통제권이 필요로 했던 것은 해로를 통해 조달을 받는 로마 군단을 유지하기 위해서였다.
베스파시아누스 황제가 히스파니아인들에게 로마 시민권(latinitas)과 관련한 권한들을 늘린 라틴시민권을 부여하던 당시에, 그는 바이티아의 엘리트 계층 그리고 중산 계층들의 충성을 확고히 해낸 특권을 수여했다는 사실에 따라, 히스파니아는 완전한 로마화가 이뤄졌다. 최초의 속주 출신 황제인 트라야누스 황제는 비록 이탈리아계 혈통이긴 하지만 바이티카 출신이었고, 그의 친척이자 후임자인 하드리아누스는 비록 하드리아누스 그 자신은 로마 출생자이지만(이것에 대해 어떤 이는 그가 지어냈다고 한다), 바이티카에서 거주하는 가문 출신이었다. 바이티카는 5세기에 알란족과 반달족의 짧은 침입이 지나기 이전까지는 로마의 영토였고, 그 다음에는 좀 더 영구적인 서고트왕국이 뒤를 이었다. 바이티카는 벨리사리우스의 아프리카 재정복 이후에는 아프리카 총독부의 일부를 이뤘다가 마우레타니아 팅기타나에 편입되었다. 지역민들의 헌신적인 지지를 받던 바이티카의 가톨릭 주교들은 아리우스파였던 서고트왕 레카레드와 서고트 귀족들을 개종시킬 수 있었다. 8세기에 북아프리카의 이슬람계 베르베르인들 (무어인)이 바이티카를 정복하고 코르도바 칼리프국을 세웠다. 이 지역은 이들에게 "알안달루스"라고 알려지게 되었다.
20세기 초 작곡가 마누엘 데 파야는 안달루시아 멜로디를 사용해, Fantasía Bética라는 피아노 연주곡을 작곡했다.

## 총독 목록
- 마르쿠스 울피우스 트라야누스 - 67년 이전[2]
- 루키우스 루쿨루스 - 70년대 말[3]
- [? 마르쿠스] 셈프로니우스 푸스쿠스 - 78/79년[4]
- 가이우스 코르넬리우스 갈리카누스 - 79/80년
- 루키우스 안티스티우스 루스티쿠스 - 83/84년
- 바이비우스 마사 - 91/92년
- 갈레오 테티에누스 세베루스 마르쿠스 에풀레이우스 프로쿨루스 티베리우스 카이피오 히스포 — 95/96년
- ? 갈루스 - 96/97년
- 가이우스 카이킬리우스 클라시쿠스 - 97/98년
- 퀸투스 바이비우스 마케르 - 100/101년
- 인스타니우스 루푸스 - 101/102년
- ? 루스트리키우스 브루티아누스 - 107년 이전
- [? 티투스] 칼레스티리우스 티로 - 107/108년
- 에그나티우스 타우리누스 - 117년과 138년 사이
- ? 가이우스 율리우스 프로쿨루스 - 122/123년
- 푸블리우스 툴리우스 바로 - 123/124년
- 루키우스 플라비우스 아리아누스 - 129년 이전
- 가이우스 야볼레누스 칼비누스 - 138년과 143년 사이[5]
- 아일리우스 마르키아누스 - 138년과 161년 사이
- 푸블리우스 스타티우스 파울루스 포스투무스 미노르 - 2세기 중반
- 푸블리우스 코르넬리우스 아눌리누스 - 170/171년경 프로콘술
- 가이우스 아우피디우스 빅토리누스 - 171년부터 임기 시작
- 아울루스 카이키나 타키투스 - 3세기 전반기[6]
- 퀸투스 폼포니우스 무나ㅌ[이아누스?] 클로디아누스 - 3세기 중반기[7]

## 같이 보기
- 로마 이전 이베리아반도 민족
- 히스파니아의 로마화
- 스파니아

## 참고 문헌
- Carmen Castillo García, Prosopographia Baetica (Collective biographies of Baetica), 1968[8]
- Carmen Castillo García, Städte und Personen der Baetica (Settlements in Baetica), 1975[9]
- A.T. Fear, Rome and Baetica: Urbanization in Southern Spain, C. 50 BC – AD 150 in the series "Oxford Classical Monographs".
- Evan Haley,  Baetica Felix: People and Prosperity in Southern Spain from Caesar to Septimius Severus, (excerpt from the Introduction).
- El Housin Helal Ouriachen, 2009, La ciudad bética durante la Antigüedad Tardía. Persistencias y mutaciones locales en relación con la realidad urbana del Mediterraneo y del Atlántico, Tesis doctoral, Universidad de Granada, Granada.